# Matriz (geologia)

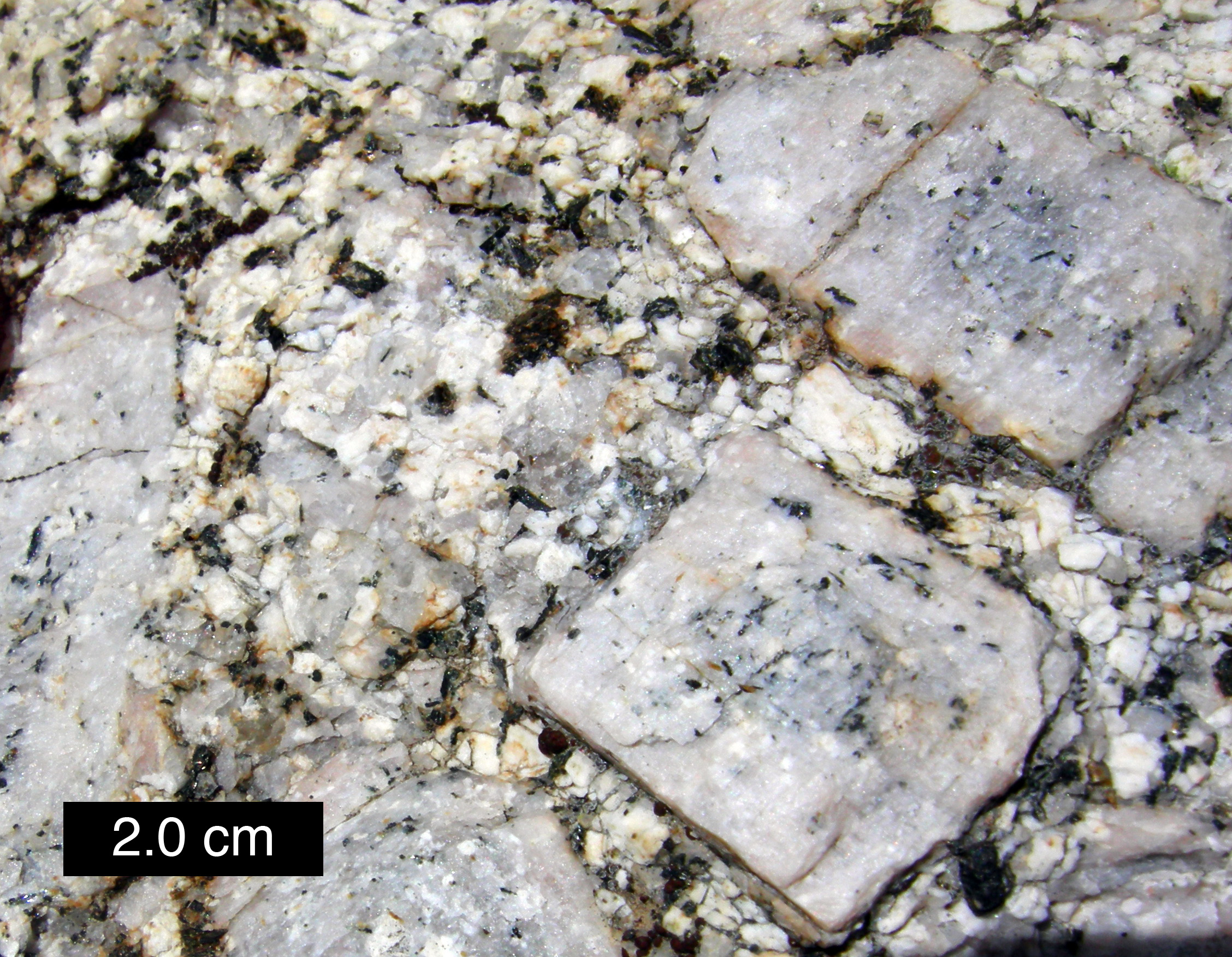
Granito com textura porfirítica. Estão visíveis grandes femocristais de feldespato rodeados por uma matriz de cristais finos.

Matriz é a designação dada em petrologia e geologia ao material intersticial de granulometria mais fina que rodeia as partículas mais grosseiras que constituem uma rocha. A matriz pode ser composta por microcristais, material vitroso, fósseis, seixos rolados ou minerais, entre outros materiais geológicos, ganhando uma acepção diferente consoante o tipo concreto de rocha em que se insira.

## Rochas sedimentares

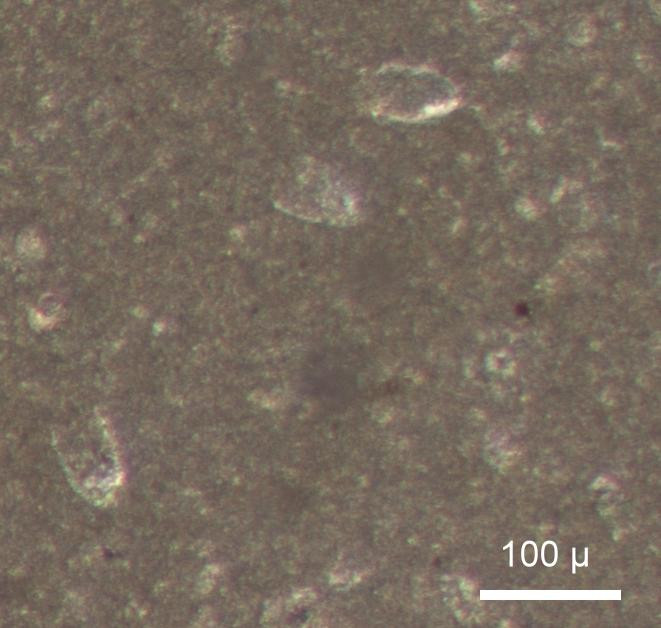
Fósseis de Calpionella e de outros organismos não identificados num matriz de micrite de um calcário do Tithoniano de Ardèche (França). Típico da matriz micrítica é a aparência densa e a baixa translucência relativa.

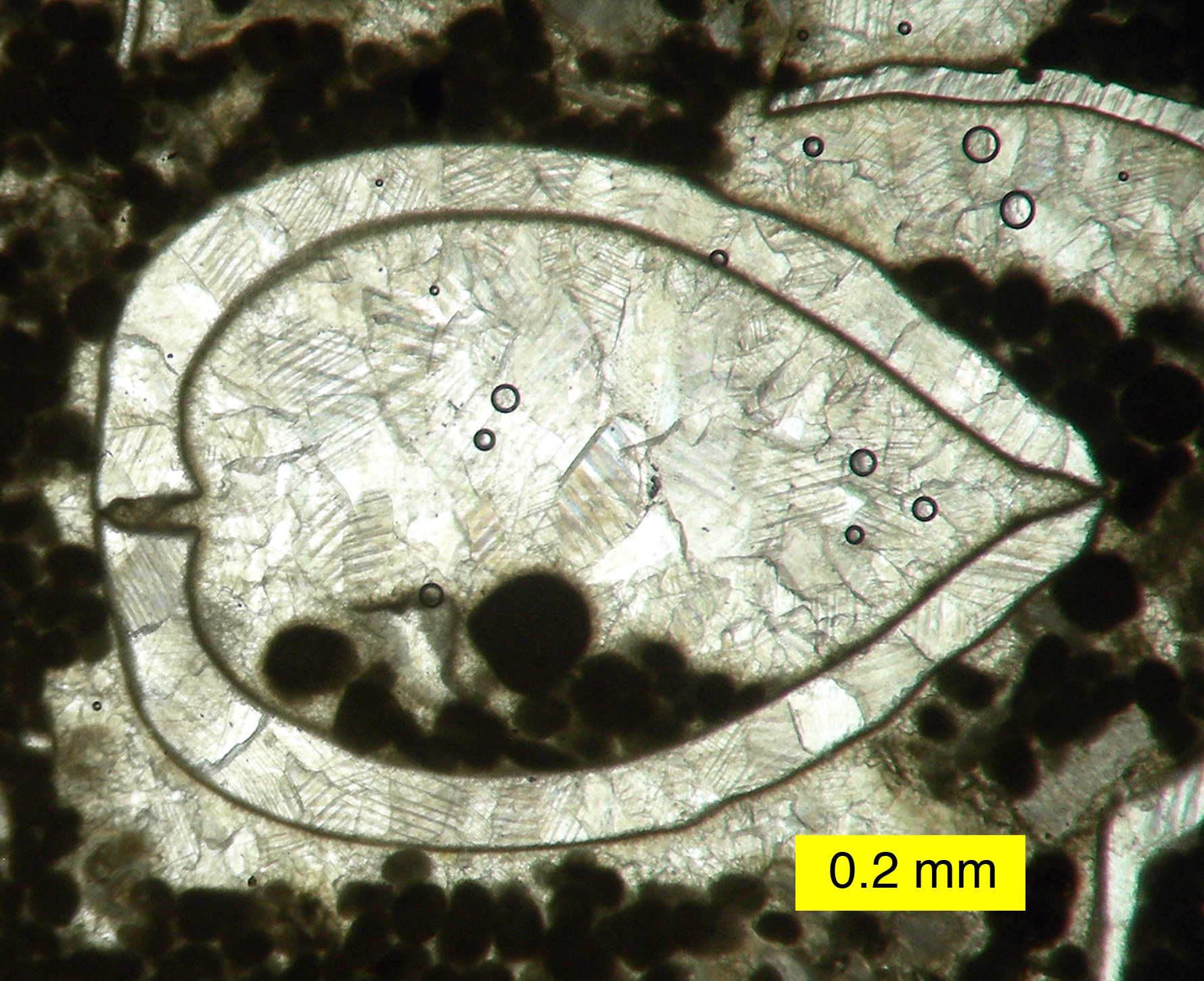
Matriz translucente constituída por cimento esparítico a preencher a cavidade interior de uma concha do Carbonífero fossilizada num calcário de Nevada (Estados Unidos).

Na petrografia das rochas sedimentares o termo matriz é utilizado para designar a parcela mais fina dos sedimentos que constituem as rochas. Não existe uma definição exacta e universalmente aceite da granulometria das partículas que nesta acepção constituem a matriz, mas em geral são consideradas como fazendo parte da matriz as partículas menores que 20 a 30 µm, qualquer que seja a sua composição mineralógica. Todas as partículas sedimentares que sejam maiores do que esse limiar são consideradas como um «componente», sendo que o termo «componente» apenas é aplicado se também está presente na rocha material suficientemente mais fino para poder ser claramente diferenciado, o qual constituirá então a matriz.

## Matriz de rochas contendo macrofósseis

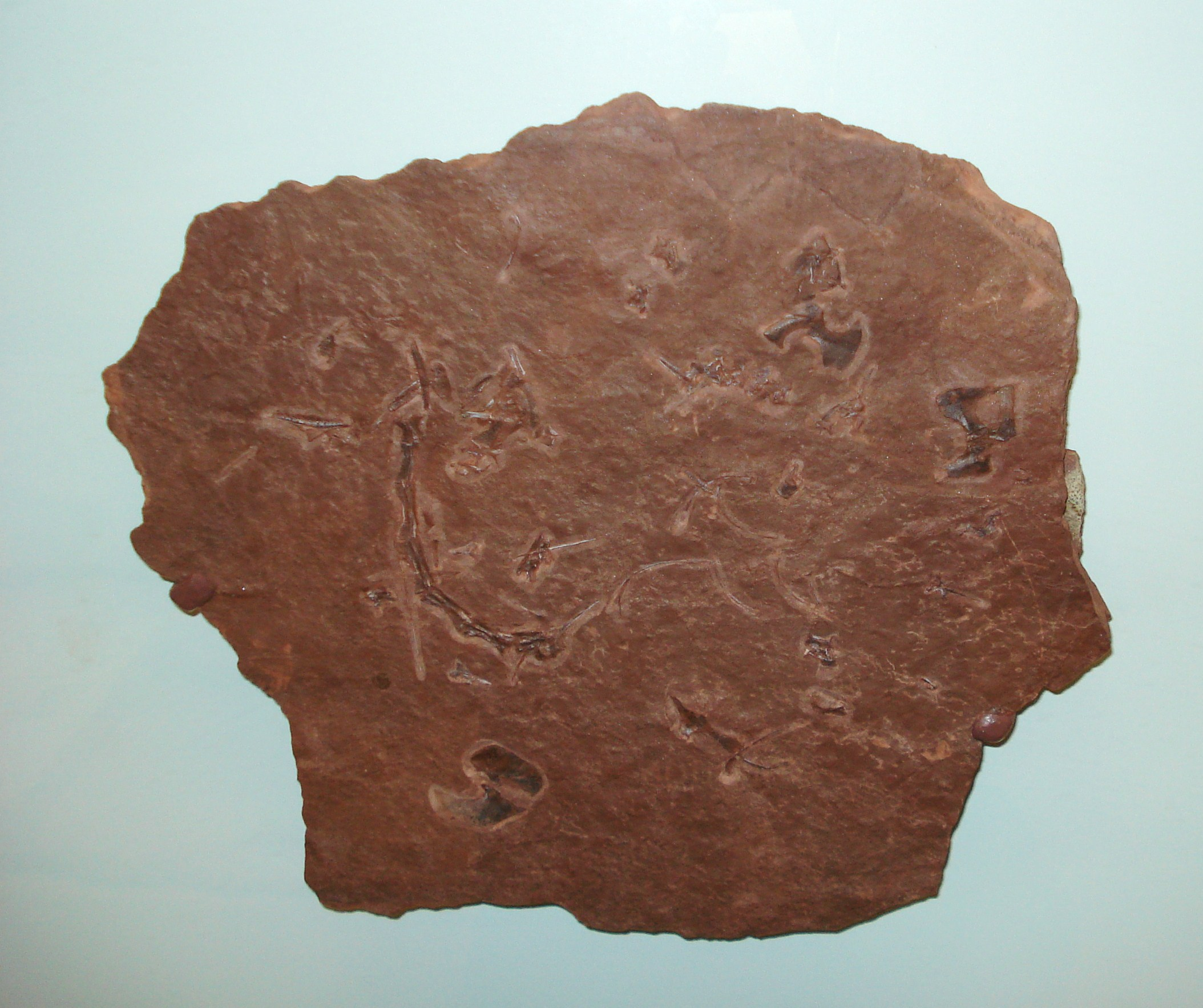
Elementos esqueléticos dispersos de répteis do grupo Tanystropheus numa matriz de areia fina solidificada num siltito vermelho (formação Oberer Buntsandstein de Baden-Württemberg).

Especialmente em rochas carbonáticas, entre os componentes presentes na matriz estão muitas vezes microfósseis, nomeadamente de globigerinas ou de pterópodes. Enquanto os microfósseis estão no intervalo de tamanho dos elementos designados como «componentes», em alguns casos são nanofósseis, como os cocólitos, que constituem a totalidade da matriz de alguns tipos de calcário.
Sem relação directa com as definições usadas em petrografia sedimentar, em paleontologia e paleobiologia é comum designar por matriz a rocha em que estão embutidos os macrofósseis, isto é os fósseis macroscópicos. Esta rocha hospedeira (de host rock) pode, por sua vez, ter uma estrutura que do ponto de vista estritamente petrográfico inclua uma matriz e diversos «componentes».
A matriz de um macrofóssil pode ser relativamente grosseira ou, do ponto de vista da sedimentologia petrográfica, por sua vez compreender «componentes» e matriz distinta. O uso do termo matriz para a rocha circundante de um macrofóssil só é útil se existe uma clara diferença de material entre uma e outra componente. Em formas tradicionais de descrição dos fósseis, tais como quando são utilizados os conceitos de vestígio fóssil ou núcleo de fossilização, os materiais que constituem o fóssil e a matriz são em grande parte idênticos.

## Rochas magmáticas
O termo  matriz é frequentemente utilizado em petrografia das rochas ígneas para designar a massa afanítica ou vítrea na qual estão incorporados os fenocristais ou outros elementos macroscópicos distintivos da rocha.
Embora o processo de formação das rochas ígneas seja fundamentalmente diferente daqueles que dão origem às rochas sedimentares, do ponto de vista da diferença entre a massa que constitui o elemento agregador da rocha e os materiais mais grosseiros nele dispersos a relação é a mesma, embora seja preferível utilizar designações como massa afírica ou massa afanítica para designar a matriz constituída pelos elementos cristalinos mais finos (ou material vítreo). Os constituintes mais grosseiros da rocha são, neste caso, designados por fenocristais.

## Rochas detríticas tectónicas
As rochas detríticas do grupo das brechas podem conter, devido ao movimento dos planos de falha, não só fragmentos relativamente grandes, mas também material com granulometria na ordem de grandeza do μm formado por recristalização dinâmica ou que simplesmente tenha sido finamente moído por acção mecânica intensa. É este material de grãos muito finos, que ao formar a massa na qual os detritos de maiores dimensões estão imersos que é referida como a matriz destas rochas.
Em função da proporção volúmica dessa matriz, as rochas cataclásticas são classificadas em: (1) brechas tectónicas (< 10% de matriz); (2) brechas de falha (10 a 50% de matriz); e (3) farinhas de rocha (> 50% de matriz). Entre os cataclasitos, consideram-se como protocataclasitos os que contêm 10 a 50% de matriz e como ultracataclasitos os que apresentam mais de 90% de matriz.